# Dora Baltea
Dora Baltea ili Doire Baltée (lat.: Duria maior ili Duria Bautica), je rijeka na sjeveru Italije, lijeva pritoka najveće talijanske rijeke Pad. Dora Baltea nastaje podno Mont Blanca sutokom rijeke Dora di Ferret, koja izvire iz ledenjaka Pré de Bar kod Val Ferreta, i rijeke Dora di Veny, koja ističe iz ledenjaka Miage kod Val Venya, teče 109 km te se ulijeva u rijeku Pad u blizini grada Crescentino u talijanskoj regije Pijemont. 
Rijeka je popularno mjesto za rafting i kajak na vodi. U svibnju i lipnju, vodostaj rijeka je obično visok zbog otapanja snijega s planina. Tijekom srpnja, kolovoza i rujna vodostaji su obično niži, a temperatura toplija.

## Vanjske poveznice
|  | Zajednički poslužitelj ima još gradiva o temi Dora Baltea |